# Les Écumeurs de la mer
Pour plus de détails, voir Fiche technique et Distribution.
Les Écumeurs de la mer (Sea Spoilers) est un film américain réalisé par Frank R. Strayer, sorti en 1936.

## Synopsis
En Alaska, Bob Randall, un garde-côte américain, lutte contre des braconniers, mais ceux-ci ont enlevé sa petite amie Connie...

## Fiche technique
- Titre original : Sea Spoilers
- Titre français : Les Écumeurs de la mer
- Réalisation : Frank R. Strayer
- Scénario : George Waggner
- Direction artistique : E. R. Hickson
- Photographie : Edward Snyder, Archie Stout
- Son : Joe Lapis
- Montage : Hanson T. Fritch, Ray H. Lockert
- Production : Trem Carr
- Production associée : Paul Malvern
- Société de production : Universal Pictures
- Société de distribution : Universal Pictures
- Pays de production :  États-Unis
- Langue originale : anglais
- Format : noir et blanc — 35 mm — 1,37:1 — son Mono (RCA Photophone System)
- Genre : Film d'aventure
- Durée : 63 minutes
- Dates de sortie : 
  - États-Unis : 28 septembre 1936
  - France : 1er décembre 1937

## Distribution
- John Wayne : Bob Randall
- Nan Grey : Connie Dawson
- William Bakewell : Lieutenant Mays
- Fuzzy Knight : Hogan
- Russell Hicks : Phil Morgan
- George Irving : Commandeur Mays
- Lotus Long : Marie
- Harry Worth : Nick Austin
- Ernest Hilliard (en) : Reggie Winton
- George Humbert : Johnny "Hop-Scotch"
- Ethan Laidlaw (en) : Louie
- Chester Gan (en) : "Oil"
- Cy Kendall : un inspecteur
- Harrison Greene (en) : "Fats"